# Eckerö Line
La Eckerö Line è una società di navigazione finlandese. Fu fondata nel 1995 in seguito al cambio di nome della Eestin Linjat, compagnia in comproprietà tra Rederiaktiebolaget Eckerö e Birka Line. Sin dalla fondazione è stata attiva sulla rotta Helsinki - Tallinn, sulla quale opera con un traghetto passeggeri e uno merci.

## Flotta

### Attuale
| Tipo              | Traghetto   | Anno di costruzione | Anno di acquisizione | Stazza (t.s.l.) | Passeggeri | Metri lineari carico merci | Velocità in nodi | Attuale rotta      | Note | Immagine |
| ----------------- | ----------- | ------------------- | -------------------- | --------------- | ---------- | -------------------------- | ---------------- | ------------------ | ---- | -------- |
| Fsst cruise ferry | Finlandia   | 2001                | 2012                 | 36.365          | 2.080      | 1.950                      | 27               | Helsinki-Tallinn   |      |          |
| Ro-Pax            | Eckerö      | 1979                | 2004                 | 12.358          | 1.500      | 540                        | 20               | Grisslehamn-Eckerö |      |          |
| Ro-Ro             | Finbo Cargo | 2000                | 2019                 | 22.152          | 366        | 2.130                      | 22.5             | Vuosaari-Muuga     |      |          |

### Navi dismesse
| Traghetto   | Anno di costruzione | In servizio | Stazza (t.s.l.) | Stato attuale                                            |
| ----------- | ------------------- | ----------- | --------------- | -------------------------------------------------------- |
| Apollo      | 1970                | 1995–1999   | 6.480           | Demolita nel 2021.                                       |
| Translandia | 1976                | 2004–2012   | 13.867          | Demolita al Alang, India, nel 2014.                      |
| Nordlandia  | 1981                | 1998–2012   | 14.990          | In servizio dal 2016 come Almariya per Trasmediterránea. |